# Acid diphosphoric
Axit điphotphoric, còn gọi là axit pyrophotphoric, là hóa chất axit vô cơ có công thức H4P2O7. 

## Tính chất vật lý
Chất này lỏng sánh như siro, hoặc là chất nhớt trắng, không màu, không mùi, có tính hút ẩm, tan trong nước, đietyl ete,...

## Tính chất hóa học
Axit điphotphoric từ từ thủy phân thành axit photphoric.
H4P2O7 + H2O ⇌ 2H3PO4 (Phản ứng thuận nghịch)
Ngoài ra, axit điphotphoric khi đun nóng bị mất nước và chuyển thành axit metaphotphoric:
H4P2O7 → 2HPO3 + H2O
Axit metaphotphoric cũng từ từ bị thủy phân thành axit photphoric:
HPO3 + H2O → H3PO4
Axit điphotphoric là một axit vô cơ mạnh trung bình. Cation, muối, este của axit điphotphoric là muối điphotphat.

## Điều chế
Vì axit điphotphoric không thể điều chế bằng cách cho điphotpho pentaoxit tác dụng với nước nên nó được điều chế bằng cách đun nóng Axit phosphoric ở nhiệt độ 100 - 125oC:
2H3PO4 → H4P2O7 + H2O